# Тухолька (гміна)
Гміна Тухолька — колишня (1934—1939 рр.) сільська ґміна Стрийського повіту Станіславського воєводства Польської республіки (1918—1939) рр. Центром ґміни було село Тухолька.

1 серпня 1934 року в Стрийському повіті Станіславівського воєводства було створено ґміну Тухолька з центром в с.Тухолька. В склад ґміни входили наступні сільські громади: Аннаберг (Annaberg), Феліцієнталь (Felizienthal), Карлсдорф (Karlsdorf), Плав'я, Сморже Містечко, Сморже Нижнє (в той же час Сморже Гірне належло муніципалітету Феліцієнталь) і Тухолька.
.
Населення ґміни станом на 1931 рік становило 6 059 осіб. Налічувалось 1 032 житлові будинки. 

17 січня 1940 року ґміна ліквідована у зв’язку з утворенням Славського району.